# Італійський фашизм

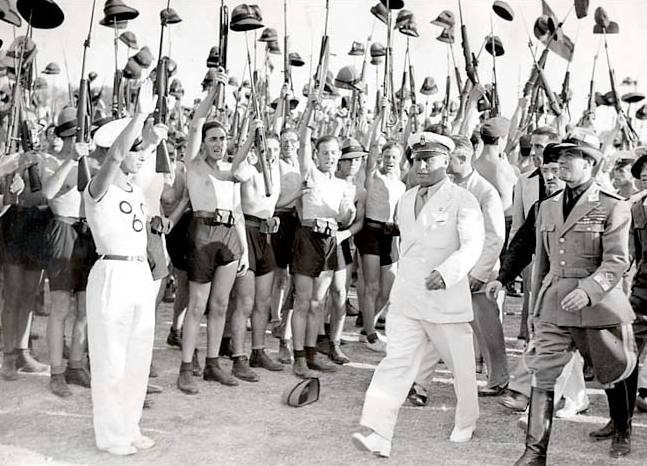
Беніто Муссоліні та фашистська чорносорочечна молодь у 1935

Італійський фашизм (італ. fascismo italiano, також класичний фашизм) — авторитарна політика державного капіталізму, яка проводилася в Італії в період з 28 жовтня 1922 по 25 липня 1943 рр. Головними ідеологами італійського фашизму вважаються Беніто Муссоліні та Джованні Джентіле.
Слово «фашизм» походить від італійського «фашіо» (італ. fascio), що означає «пучок», «в'язка», «союз». Так називали себе мілітаризовані групи, які в 1914—1915 рр. домагалися вступу Італії у Першу світову війну на боці Антанти.
Беніто Муссоліні у статті «Доктрина фашизму», що була підготована для «Італійської енциклопедії» й побачила світ у 1932 році писав:
|  | Фашизм не був породжений якимсь ґрунтовно розробленим вченням; він народився з бажанням діяти і від самого початку був не стільки теорією, скільки практикою; це була не звичайна політична партія, а навіть перші два роки опозиція усім політичним партіям і власне живий рух... |

## Історія

### Шлях до влади
Перші фашистські організації з'явилися в Італії в 1919 році. Вони були сформовані як напіввійськові дружини колишніх фронтовиків і називалися «фашіо ді комбатіменто», тобто з'єднання військовиків. Їхня назва дала найменування усьому фашистському рухові.
Підтримані великим капіталом, італійські фашисти розпочали боротьбу за владу. Вони висунули програму, обіцяючи восьмигодинний робочий день, республіканський лад і соціальне страхування. Оскільки Італія була аграрною країною, Муссоліні обіцяв селянам провести аграрну реформу і дати землю.
24 жовтня 1922 р. у Неаполі розпочався з'їзд фашистських союзів. На з'їзді Муссоліні в ультимативній формі зажадав від уряду надати фашистам п'ять міністерських портфелів і керівництво комісаріатом авіації. Того ж дня фашисти розробили план захоплення влади:

27 жовтня — загальна мобілізація фашистів;
28 жовтня — атака на головні центри країни. Три колони сквадристів — членів фашистських бойових загонів — повинні були увійти до Рима, висунути уряду ультиматум та заволодіти головними міністерствами. Під час фашистського «походу на Рим» кабінет міністрів пішов у відставку, але заздалегідь затвердив і розіслав на місця декрет про облогове становище, за яким армія отримала необхідні повноваження наведення порядку. Проте король, Віктор Еммануїл III, відмовився підписувати цей декрет і призначив Муссоліні прем'єр-міністром. Муссоліні прибув до Риму. Італійські фашисти прийшли до влади.

### Еволюція режиму
1921 року, в промові в Болоньї, Муссоліні заявив, що «фашизм народився … з глибокої, вічної необхідности цієї нашої арійської і середземноморської раси». У цій промові Муссоліні мав на увазі італійців як Середземноморську філію арійської раси, «арієць» у значенні «людей індоєвропейської мови і культури». Італійський фашизм підкреслював, що раса була пов'язана духовними і культурними основами, і визначали расову ієрархію на основі духовних і культурних чинників. Італійський фашизм таким чином мав за основу свою концепцію про раси на духовних і культурних чинниках, і Муссоліні явно відхилив поняття, що біологічно «чисті» раси існували, хоча біологія досі вважається важливим чинником у расі.
Італійський фашизм рішуче відкинув загальну нордичну концепцію арійської раси, яка ідеалізувала «чистих» арійців як мають певні фізичні риси, які були визначені як Північні, ті, котрі з світлим волоссям і блакитними очима.
На початку 1930-х рр., з приходом до влади нацистської партії в Німеччині з Фюрером Адольфом Гітлером з акцентом на нордичній концепції арійської раси, виникла напруженість між сильними фашистами і нацистами у сфері расових питань. В цей час фашистські засоби масової інформації в Італії критикували та висміювали расову доктрину німецьких націонал-соціалістів. У 1934 році, після вбивства австрійськими нацистами австрійського канцлера Дольфуса, союзника Італії, Муссоліні розлютився і відповів сердито засуджуючи нацизм, кажучи: «германська раса не існує. … Ми повторюємо. Не існує. Вчені кажуть так. Гітлер говорить так».
До 1936 року напруженість відносин між фашистською Італією і нацистською Німеччиною зменшується, і відносини стали дружніші. У 1936 році Муссоліні вирішив розпочати расову програму в Італії і був зацікавлений у расових дослідженнях. Певна спорідненість ідеологій і політичних систем, виключення з Ліги Націй обидвох режимів дали поштовх до їхньої співпраці.

### Репресії та жертви італійського фашизму
Після 1922 р. фашисти заборонили опозиційні партії, посадивши в тюрму їхніх лідерів і вбивши від 2000 до 3000 своїх політичних противників. Крім того, зникла незалежна преса та нефашистські профспілки, але з'явилась таємна поліція. Загальною практикою було порушення власних законів, заохочування італійців доносити один на одного. Протягом фашистського правління в Італії антифашисти різної орієнтації могли бути покарані попередженнями чи домашніми арештами, примусовими засланнями у невеликі містечка чи острови. Законодавством також було введено смертну кару за замахи на Дуче та провідних членів королівської сім'ї. На кінець фашистського режиму в Італії таємна поліція скомпілювала досьє на 130,000 італійців. Приблизно 13,000 опонентів фашизму в Італії були піддані довготривалим тюремним покаранням. В мирний час Спеціальний трибунал виконав дев'ять смертних вироків. Вісім інших смертних вироків були помилувані. Ці відносно незначні цифри репресованих політичних опонентів можуть створювати враження про фашистський режим в Італії як про м'яку форму диктатури. Але слід відмітити, що фашизм в Італії був значно менш кривавим у внутрішній політиці, ніж нацизм в Німеччині або більшовизм в СРСР. Відповідно до досліджень вченого Річарда Босворза, розв'язані італійським фашизмом зовнішні імперіалістичні війни забрали життя понад одного мільйона людей.

### Першоджерела
- Беніто Мусоліні. Доктрина фашизму. — Львів: Друкарня «Обрії», накладом Богдана Кравціва. 1937.

### Книги
- Святослав Боярич. Мусоліні. Вождь фашистівської Італії. — Львів: Дешева книжка, 1938.
- Олександер Мицюк. Фашизм. — Прага, 1930.
- Борис Лопухов. История фашистского режима в Италии. — Москва: Наука, 1977.(рос.)
- Вольфґанґ Віперман. Європейський фашизм: порівняльний аналіз (1922—1982). — Київ: Дух і літера, 2008.
- Ю. Джулио. Фашистская Италия. Шесть лет диктатуры чёрных рубах. — Москва—Ленинград: Московский рабочий, 1929.(рос.)
- С. Силлаба. Профсоюзная политика итальянского фашизма. — Москва: Профиздат, 1935.(рос.)
- Пальмиро Тольятти. Лекции о фашизме. — Москва: Издательство политической литературы, 1971.(рос.)
- Luigi Fabbri, La controrivoluzione preventiva. Riflessioni sul fascismo, Zero In Condotta, Milano 2009.(італ.)
- Renzo De Felice, Breve storia del fascismo, Mondadori, Segrate 2002.(італ.)
- Alexander J. De Grand, The Italian Nationalist Association and the Rise of Fascism in Italy, Lincoln, NE: University of Nebraska Press, 1978.(англ.)
- Alexander J. De Grand, Italian Fascism: Its Origins and Development, Lincoln, NE: University of Nebraska Press, 1982.(англ.)
- Alexander J. De Grand, Fascist Italy and Nazi Germany: The 'Fascist' Style of Rule, Abingdon-on-Thames: Routledge, 2004.(англ.)
- Simonetta Falasca-Zamponi, Fascist Spectacle: The Aesthetics of Power in Mussolini’s Italy, Berkeley: University of California Press, 1997.(англ.)
- Emilio Gentile, Le origini dell'ideologia fascista (1918-1925), Laterza, Bari 1975.(італ.)
- Emilio Gentile, Il mito dello Stato nuovo dall'antigiolittismo al fascismo, Laterza, Roma-Bari 1982.(італ.)
- Emilio Gentile, Storia del Partito fascista. 1919-1922. Movimento e milizia, Laterza, Roma-Bari 1989.(італ.)
- Emilio Gentile, Il culto del littorio. La sacralizzazione della politica nell'Italia fascista, Laterza, Roma-Bari 1993.(італ.)
- Emilio Gentile, La via italiana al totalitarismo. Il partito e lo Stato nel regime fascista, NIS, Roma 1995.(італ.)
- Emilio Gentile, Fascismo e Antifascismo. I partiti italiani fra le due guerre, Le Monnier, Firenze 2000.(італ.)
- Emilio Gentile, E fu subito regime. Il fascismo e la marcia su Roma, Laterza, Roma-Bari 2012.(італ.)
- Emilio Gentile, 25 luglio 1943, Laterza, Roma-Bari 2018.(італ.)
- Emilio Gentile, Chi è fascista, Laterza, Roma-Bari 2019.(італ.)
- A. James Gregor, Italian Fascism and Developmental Dictatorship, Princeton, NJ: Princeton University Press, 1980.(англ.)
- Daniel Guérin, Fascisme et grand capital. Italie-Allemagne, Paris, Éditions de la révolution prolétarienne, 1936.(фр.)
- Robin Pickering-Iazzi (ed.), Mothers of Invention: Women, Italian Fascism, and Culture, Minneapolis, MN: University of Minnesota Press, 1995.(англ.)
- John F. Pollard, The Vatican and Italian Fascism, 1929-1932: A Study in Conflict, Cambridge: Cambridge University Press, 1985.(англ.)
- Gaetano Salvemini, Le Origini del Fascismo in Italia. Lezioni di Harvard, Feltrinelli, Milano 1966.(фр.)
- Roland Sarti (ed.), The Ax within: Italian Fascism in Action, New York: New Viewpoints, 1974.(англ.)